# Holín
Obec Holín (dříve Hollin) se nachází v okrese Jičín, kraj Královéhradecký, zhruba 2 km severozápadně od Jičína. Žije zde 637 obyvatel.

## Části obce
- Holín
- Horní Lochov
- Pařezská Lhota
- Prachov

Od 1. ledna 1961 do 23. listopadu 1990 k obci patřila i Ohaveč.

## Historie
První písemná zmínka o obci pochází z roku 1327.

## Pamětihodnosti
- Hrad Pařez
- Přírodní rezervace Prachovské skály
- pomník obětem 1. světové války
- socha Panny Marie

## Osobnosti
- Svatopluk Janouch (1913–1966),  příslušník 310. československé stíhací peruti RAF

## Galerie

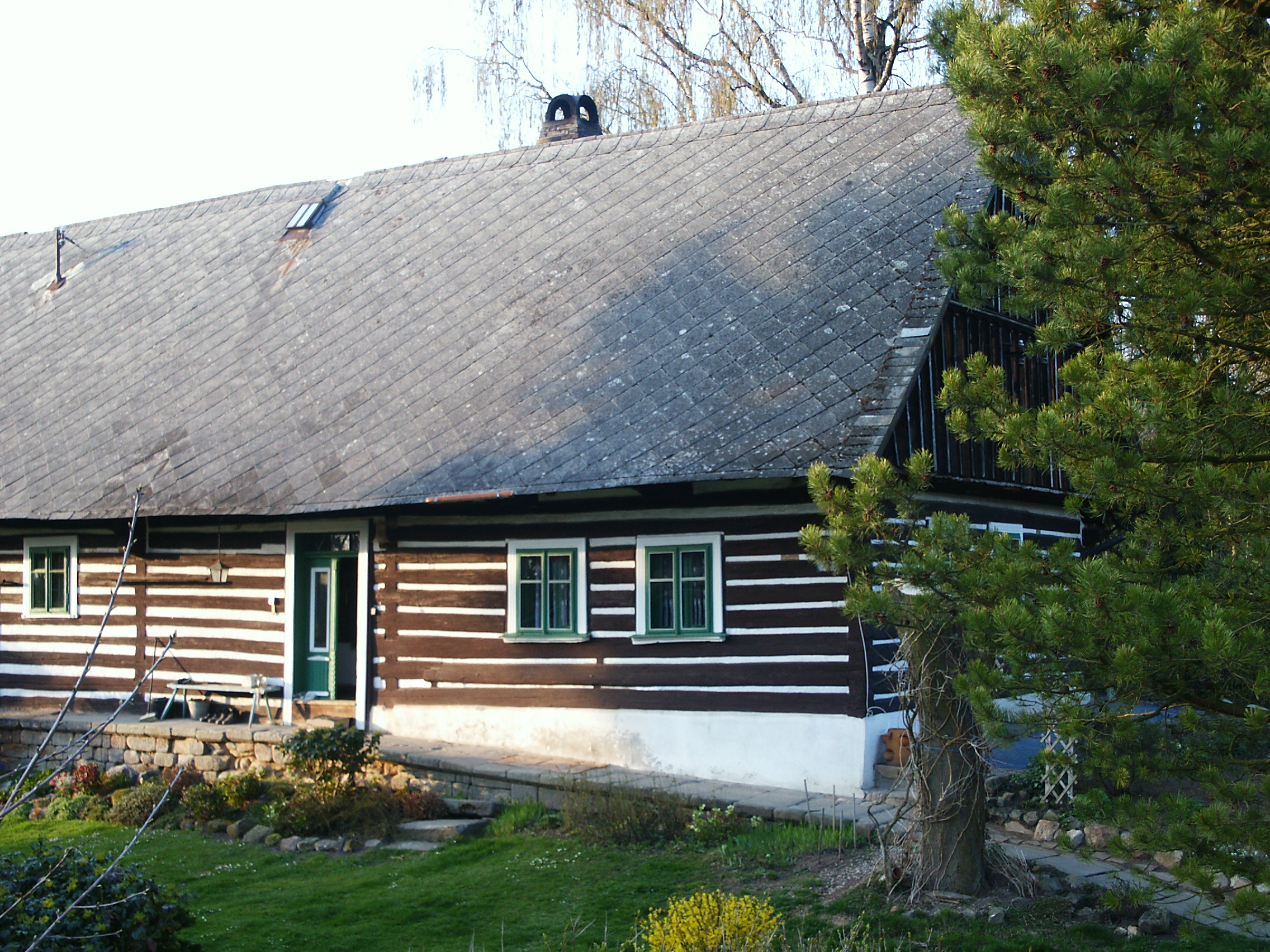
dům čp. 30
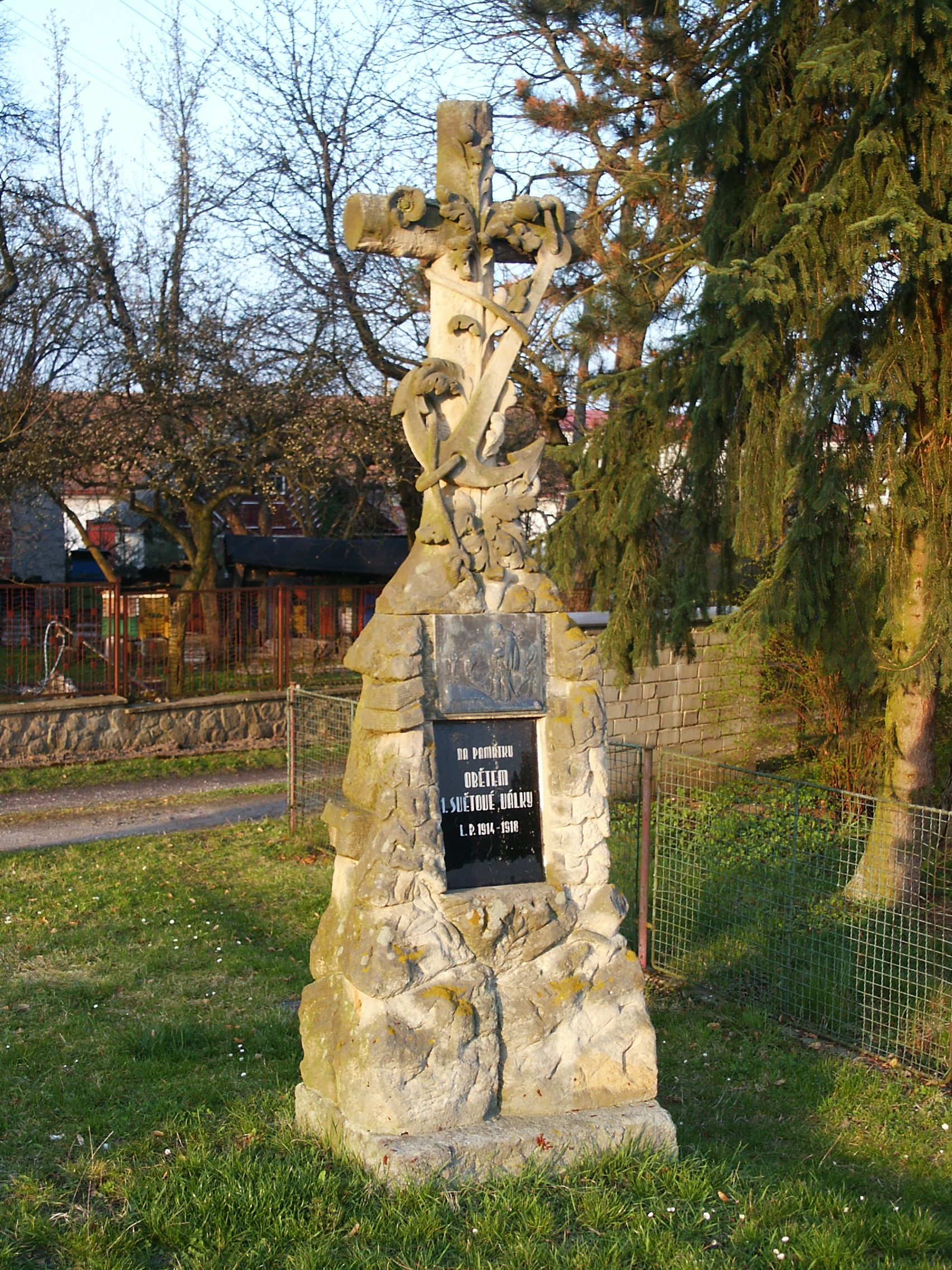
pomník obětem 1. světové války
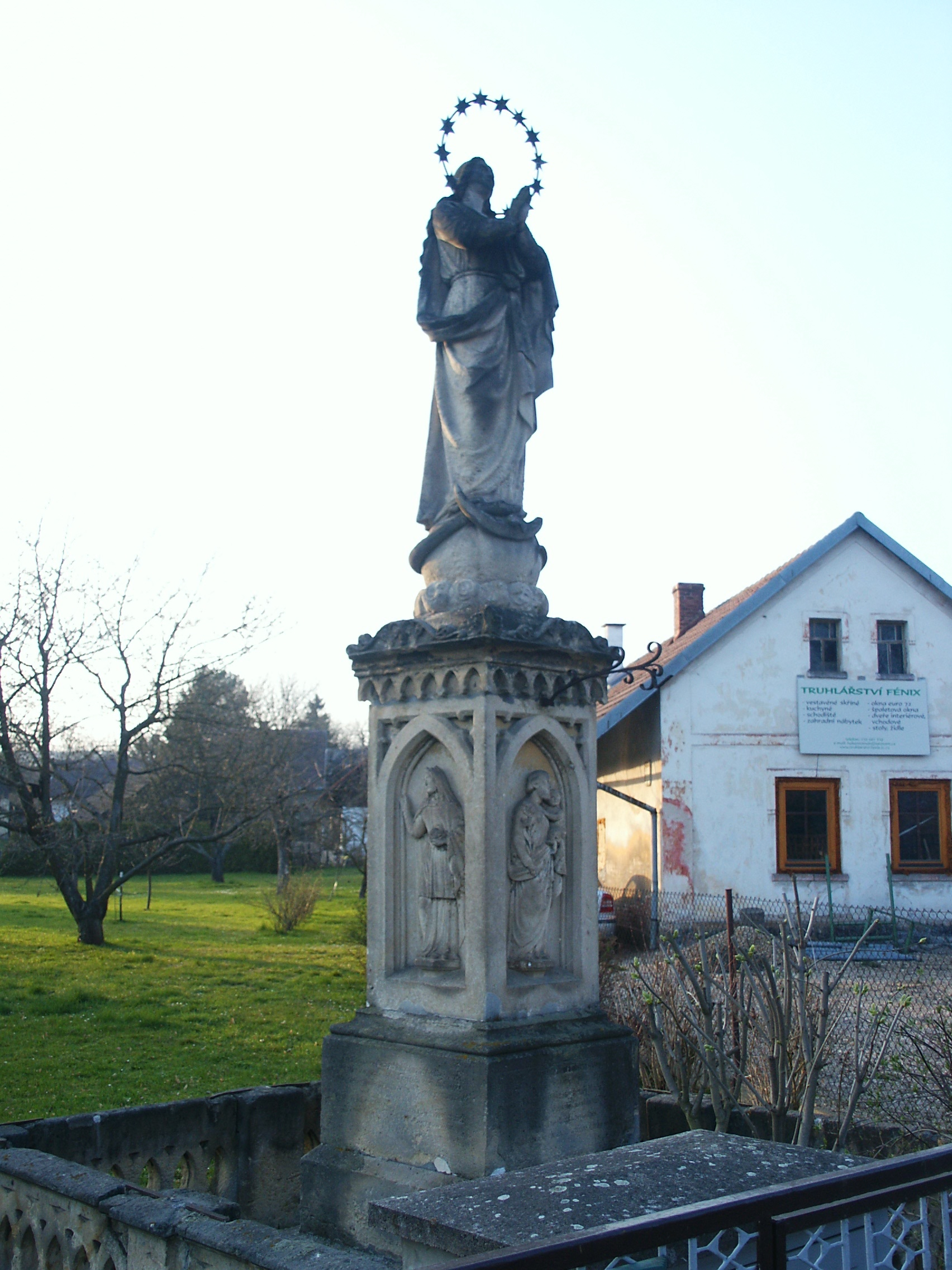
Socha P. Marie z roku 1867